# Vrhe nad Rašo
Vrhe nad Rašo este o arie protejată (arie specială de conservare — SAC, sit de importanță comunitară — SCI) din Slovenia întinsă pe o suprafață de 571,9 ha, integral pe uscat.

## Localizare
Centrul sitului Vrhe nad Rašo este situat la coordonatele 45°45′31″N 14°00′40″E / 45.7585°N 14.0111°E.

## Înființare
Situl Vrhe nad Rašo a fost declarat sit de importanță comunitară în aprilie 2004 pentru a proteja 5 specii de animale. Situl a fost protejat și ca arie specială de conservare în februarie 2012.

## Biodiversitate
Situată în ecoregiunea continentală, aria protejată conține 1 habitat natural: Păduri de fag Luzulo-Fagetum.
La baza desemnării sitului se află mai multe specii protejate de  nevertebrate (5): fluturele-tigru (Callimorpha quadripunctaria), Carabus variolosus, croitorul mare al stejarului (Cerambyx cerdo), rădașcă (Lucanus cervus), croitorul cenușiu al stejarului (Morimus funereus).